# Młyny w Przyrownicy
Młyny w Przyrownicy – kompleks budynków młyńskich (młyn pszenny i młyn żytni) w Przyrownicy, w powiecie łaskim, w województwie łódzkim.

## Historia

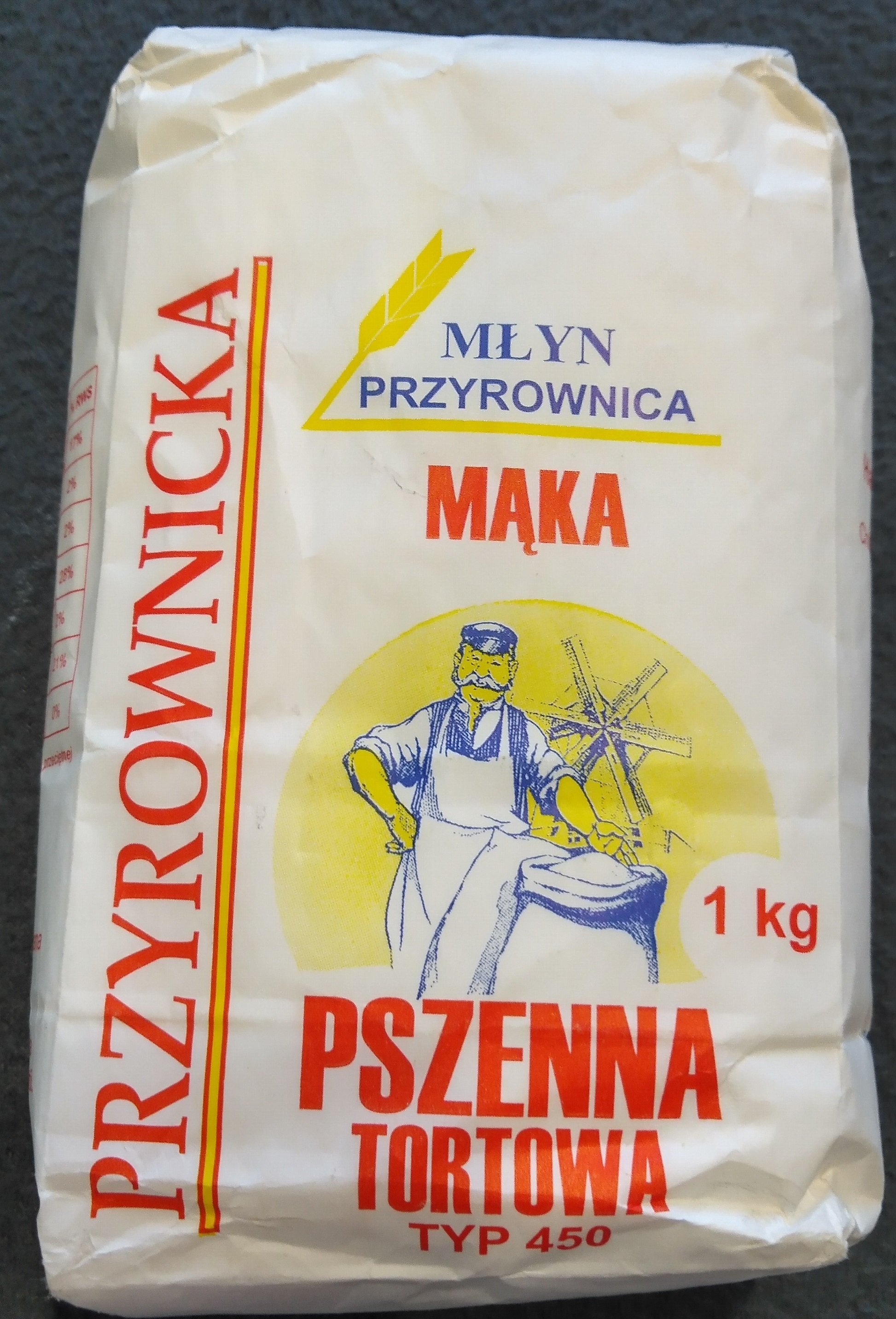
Mąka Przyrownicka

Młyny wodne w tej lokalizacji na lewym brzegu Pisi istniały od niepamiętnych czasów. Zachowała się pamięć o istniejącym od drugiej połowie XIX w. drewnianym młynie parterowym poruszanym kołem wodnym i wyposażonym w dwie pary kamieni francuskich (zastąpionych następnie walcami), żubrownik, perlak i jagielnik. Był to młyn typu gospodarczego, pracujący na potrzeby okolicznych mieszkańców. Jego moc przemiałowa wynosiła około 1,5-2 t zboża na dobę. Około 1928 r. został zniszczony przez pożar. W 1930 w miejscu po spalonym młynie wybudowano nowy młyn: budynek drewniany, jednopiętrowy z nadbudówką, z dachem dwuspadowym krytym papą. Był wyposażony w turbinę wodną, a także dwie pary walców, perlak i jagielnik. Jego moc przemiałowa wynosiła w okresie międzywojennym około 4 t zboża na dobę. Pełnił nie tylko funkcję młyna gospodarczego, ale również tzw. kupieckiego i pracował na użytek piekarni w Lutomiersku i Łodzi. W okresie II wojny światowej był z krótkimi przerwami czynny i działał pod zarządem niemieckim. W okresie PRL stanowił własność prywatną. W 1958 r. został zelektryfikowany. W 1967 r. przeszedł przebudowę, na skutek której stał się budynkiem murowanym, dwupiętrowym, z dachem dwuspadowym. W latach 70. był młynem elektrycznym wyposażonym w dwie pary walców.

## Współczesność
W 1996 r. wybudowano nowoczesny młyn pszenny o charakterze przemysłowym. W 2002 r. rozbudowano i zmodernizowano młyn żytni zlokalizowany w sąsiedztwie młyna pszennego. W 2024 r. firma „Młyn Przyrownica” oferuje mąkę pszenną i żytnią, a także otręby i kaszę mannę.